# La Pedrosa (San Roque de Riomiera)
La Pedrosa es la capital del municipio de San Roque de Riomiera (Cantabria, España). En el año 2022 contaba con una población de 145 habitantes (INE). La localidad se encuentra a 425 metros de altitud sobre el nivel del mar. La economía del lugar se desarrolla principalmente por el sector agropecuario.